# Партія Центру (Ісландія)
Партія Центру (ісл. Miðflokkurinn) — центристська популістська політична партія Ісландії, створена у вересні 2017 р. Вона відокремилася від Прогресивної партії через суперечки з керівництвом, коли дві фракції вирішили об'єднатися в нову партію перед виборами 2017 року.
Партія пропонує реформувати банківський сектор країни, зберегти державну власність на Landsbankinn, повернувши при цьому частку держави в банку Arion, який в даний час контролюється хедж-фондами перерозподіливши третину своїх акцій серед ісландців а також продати урядову існуючу частку в Íslandsbanki. Партія підтримує скасування індексації боргів та виступає проти вступу Ісландії до Європейського Союзу. На інавгураційному засіданні партії в Рейк'явіку 8 жовтня Сігмюндюр Давір заявив, що партія підтримує найкращі ідеї лівих і правих, наголошуючи як на захисті індивідуальних прав, так і на соціальному забезпеченні, в той же час зосереджуючи увагу на регіональних проблемах у тому ж ключі. Партія також пропонує вдосконалити поромне сполучення та побудувати нову університетську лікарню. Партія виступила проти законодавства про розширення прав на аборти до 22-го тижня вагітності. Партія виступила проти законодавства, яке дозволяло людям визначати власну стать в очах закону. Один із членів партії закликав викладати в державних школах погляди заперечення кліматичних змін.
У 2021 році заступник та засновник партії Сігмюндюр Давір Гунлаугссон закликав ісландський уряд проводити ту саму політику надання притулку, що і Данія, яка передбачає направлення шукачів притулку в країни за межами Європи, поки триває розгляд їх справи.
Згідно з опитуванням, проведеним Інститутом соціальних наук в Університеті Ісландії для Моргунбладжи в жовтні 2017 року, партія залучає майже половину своєї підтримки з боку прихильників Прогресивної партії на виборах 2016 року, ще чверть від Партії незалежності і 13 % від ліберальної партії реформ і «Світле майбутнє». Сігмюндюр Давір традиційно залучав підтримку завдяки своїм націоналістичним та популістським поглядам, хоча не висловлював таких поглядів під час кампанії 2017 року.

## Лідери
| Голова                      | Період |
| --------------------------- | ------ |
| Сігмюндюр Давір Гунлаугссон | 2017–  |